# 日本語能力試験
日本語能力試験（にほんごのうりょくしけん、英語: Japanese-Language Proficiency Test、略称JLPT、日語能試）は、公益財団法人日本国際教育支援協会と独立行政法人国際交流基金が主催する日本語を母語としない人の日本語能力を認定する語学検定試験である。日本国内では日本国際教育支援協会が、日本国外では国際交流基金が現地機関と共同で試験を実施している。

## 概要

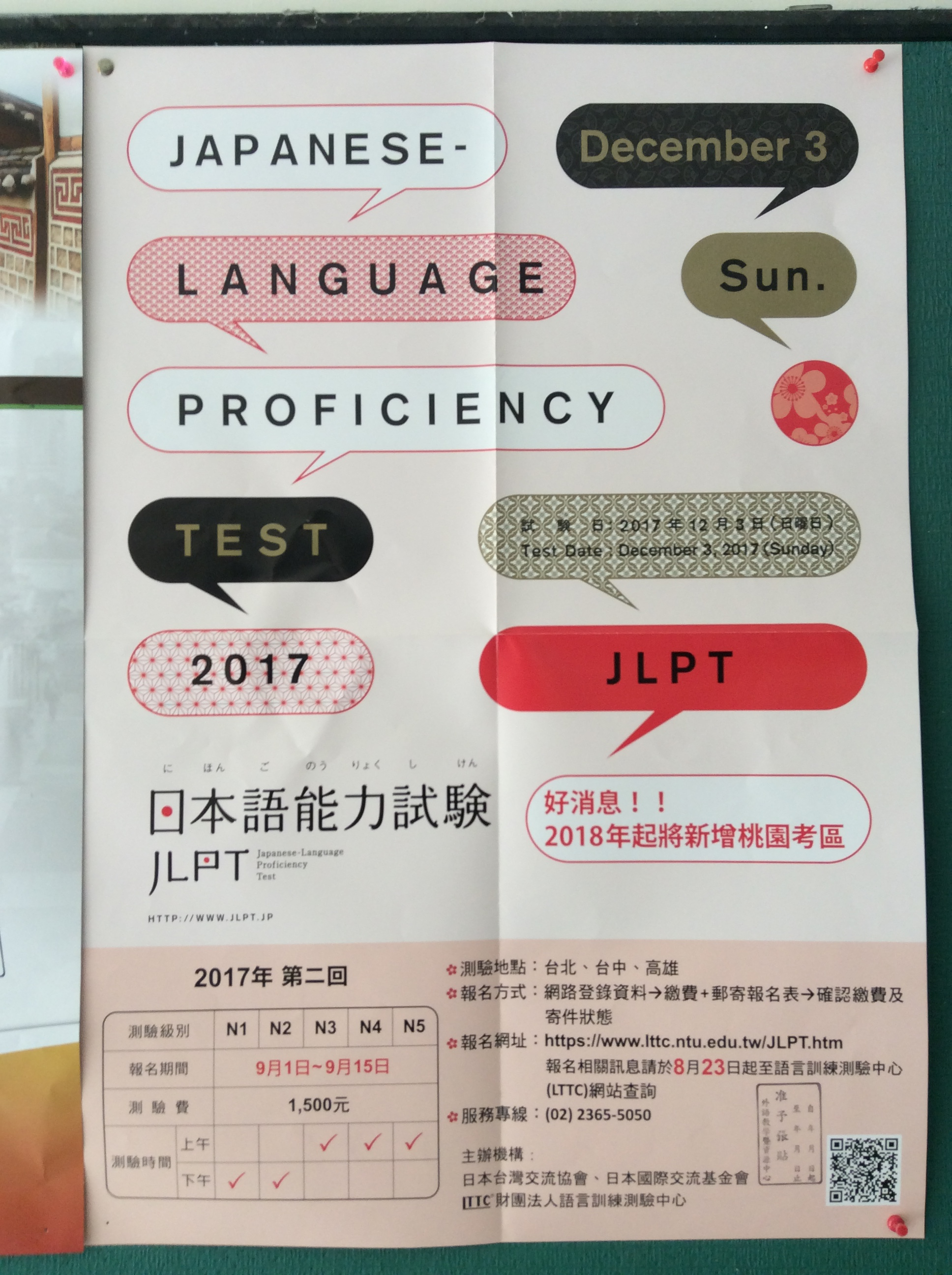
台湾で開催された日本語能力試験のポスター

日本を含め世界96カ国・地域（2024年）で一部の受験地を除き7月上旬と12月上旬の年2回実施される、日本語非母語話者を対象とする日本語能力の認定試験である。日本国籍の有無を問わず、原則として日本語を母語としない人であれば誰でも受験できる。過去最高となった2024年の年間応募者数はのべ約172万人、うち受験者数はのべ約147万人で、全レベル合計約37%が合格した。
最上級のN1から最下級のN5まで5段階に分かれる現行試験（2010年以降実施）の問題文は、実施する国にかかわらず全て日本語で書かれているが、解答のほとんどが4択、一部3択のマークシート方式である。また、試験後に問題冊子を持ち帰る事は認められていない。
新日本語能力試験（2010年から）は日本初のマイノリティのための言語政策につながっていると主張されている。

## 試験の利用
日本語能力試験の成績は、就職、昇給・昇格、資格認定への活用など、様々な目的で利用されている。

### 大学
日本語を母語としない者の場合、日本の国立大学への派遣国費留学には、日本語能力試験N1を要求される（日本人がアメリカ留学に際して、TOEFLで高得点を獲得した証明を要求される場合があることと同様）。なお、正規留学・私費留学等には日本語能力試験ではなく日本留学試験が課されることも多い。ただし、日本留学試験を行わない国の志望者に対して日本語能力試験の成績を認めるなど例外措置もある。また、大学・専門学校での入学にあたって、「日本語能力試験N2以上合格、または日本留学試験の日本語（記述を除く）得点が200点以上」という基準が、独自の日本語試験が免除されるなどの目安となっている。

### 就労ビザ
出入国在留管理庁の高度人材ポイント制による出入国管理上の優遇制度のポイント計算において、日本語能力試験N1を有する者または外国の大学において日本語を専攻した者は15点を、日本語能力試験N2を有する者は10点を加算する。この制度は、学歴、職歴、年収、研究実績等により合計70点以上を獲得し高度外国人材に認定された者が、出入国管理上の様々な優遇措置を得られる制度である。

### 医療
外国において医科大学（医学部）を卒業した者、または医師免許を取得した者が、日本で医師国家試験又は医師国家試験予備試験の受験資格を得るための書類審査において、審査基準の1つである日本語能力として、日本の中学校および高等学校を卒業していない者は日本語能力試験N1の認定を受けていることが条件である。また医師国家試験以外にも医療・保健に関する多くの国家試験で日本語能力試験N1が受験資格になっている。
海外の看護師学校養成所を卒業した人が、日本の准看護師試験を受験するためには、日本語能力試験N1の認定が必要である。
経済連携協定に基づき、ベトナムなどからの外国人看護師・介護福祉士候補者の受入れについて、訪日前日本語研修において一定レベル（相手国により日本語能力試験N3程度以上またはN5程度以上）の日本語習得を入国条件としている。また訪日前研修以前にN2程度以上の日本語能力を有する者は日本語研修が免除となる。

### 技能実習（介護）
技能実習生の要件について、介護職種のみに日本語能力試験が課せられている。具体的には、第1号技能実習（1年目）は日本語能力試験N4合格者、第2号技能実習（2年目）は日本語能力試験N3の合格者であることが要件の1つである。

### 表記
やさしい日本語は旧3級（現N4）程度の日本語能力で理解できる表現のみを使用する。

## 歴史

### 沿革
1984年（昭和59年）、日本国際教育協会（当時）と国際交流基金が年1回（12月）の試験として開始した。2001年（平成13年）をもって私費外国人留学生統一試験が廃止され、2002年（平成14年）に日本留学試験が開始されると、それまで日本の大学への正規留学・私費留学等に日本語能力試験が私費外国人留学生統一試験と共に課されていたが、これが廃止された。2009年（平成21年）に試験を年1回から年2回（7月、12月）に増やした。
2010年（平成22年）に試験を大幅に改定した。レベルを1級～4級の4段階からN1～N5の5段階に変更し、試験科目、試験時間および合格点を再編した。7月試験ではN1～N3のみ実施したが、同年12月試験からN4、N5を加えた全レベルを実施している。2020年（令和2年）7月は新型コロナウイルス感染症の世界的流行のため中止した。2020年12月にN4とN5の、2022年12月にN1の試験時間を一部変更した。

### 受験者数
受験者数については、1984年（昭和59年）開始当時は世界15カ国・地域で約7,000人の受験者であったが、2009年（平成21年）まで継続して増加した。特に2000年代に入ってからの増加はめざましく、2009年（平成21年）には試験回数を年2回に増やした事と、試験改定前の年であった事から年間のべ約77万人が受験した。
試験改定を行った2010年（平成22年）以降は年間のべ60万人前後で推移していたが、2010年代後半になると再度大幅に増加しており、2017年（平成29年）には年間のべ約89万人で8年ぶりに記録を更新し、2019年（令和元年）には年間のべ約117万人を記録した。2020年から2022年は新型コロナウイルス感染症流行の影響により大きく落ちた。
2023年（令和5年）には、それまで受験者の少なかったミャンマーでの急増もあり、年間のべ約126万5千人で4年ぶりに記録更新。2024年（令和6年）には約147万人となった。

## 試験レベル

### レベルの概要
2010年（平成22年）の改定から、N1-N5の5段階である。「N」は「Nihongo（日本語）」「New（新しい）」を表している。
| レベル | 認定の目安                                                                                               | 旧試験との比較                                                            |
| ------ | --- | ------------------------------------------------------------------------- |
| N1     | 幅広い場面で使われる日本語を理解することができる。                                                       | 旧試験の1級よりやや高めのレベルまで測れる。合格ラインは旧試験とほぼ同じ。 |
| N2     | 日常的な場面で使われる日本語の理解に加え、より幅広い場面で使われる日本語をある程度理解することができる。 | 旧試験の2級とほぼ同じレベル。                                             |
| N3     | 日常的な場面で使われる日本語をある程度理解することができる。                                             | 旧試験の2級と3級の間のレベル。                                            |
| N4     | 基本的な日本語を理解することができる。                                                                   | 旧試験の3級とほぼ同じレベル。                                             |
| N5     | 基本的な日本語をある程度理解することができる。                                                           | 旧試験の4級とほぼ同じレベル。                                             |

### CEFRレベルとの対応
2024年10月、国際交流基金は、ヨーロッパ言語共通参照枠（CEFR） レベル参考表示のための基準設定を行い、2024年12月試験から成績書類にCEFRレベルの参考表示を行っている。対応するCEFRレベルは表の通り。
なお、TOPJ実用日本語運用能力試験およびJ.TEST実用日本語検定がそれぞれ示すCEFRとの対応関係を参考に記載する。
| CEFR | 日本語能力試験   | （参考）TOPJ実用日本語運用能力試験 | （参考）J.TEST実用日本語検定 |
| ---- | ---------------- | ---------------------------------- | ---------------------------- |
| C2   | N/A              | 上級 A                             | A級 - 特A級                  |
| C1   | N1 142点以上     | 上級 C - B                         | 準B級 - 準A級                |
| B2   | N1 100点 - 141点 | 中級 B - A                         | C級                          |
| B2   | N2 112点以上     | 中級 B - A                         | C級                          |
| B1   | N2 90点 - 111点  | 中級 C                             | D級                          |
| B1   | N3 104点以上     | 中級 C                             | D級                          |
| A2   | N3 95点 - 103点  | 初級 A-4                           | E級                          |
| A2   | N4 90点以上      | 初級 A-4                           | E級                          |
| A1   | N5 80点以上      | 初級 A-5                           | F級                          |

## 試験内容
日本語能力試験は、2010年（平成22年）からの新試験において、日本語に関する知識とともに実際に運用できる日本語能力を重視する。そのために日本語能力試験は、文字・語彙・文法といった言語知識と、その言語知識を利用してコミュニケーション上の課題を遂行する能力を測ることとし、この能力を「課題遂行のための言語コミュニケーション能力」と呼ぶ。
能力の測定にあたり、「言語知識（文字・語彙・文法）」「読解」「聴解」の三つに分けて試験を行う。
全問マークシート方式によって日本語の知識、読む力および聞く力を測る。話したり書いたりする能力を直接測る試験科目はない。文字（漢字）の問題は正しい読み方や表記を選択肢から選ぶものであり、直接書く問題はない。

### 試験科目と時間
| レベル | 言語知識（文字・語彙・文法）・読解 | 言語知識（文字・語彙・文法）・読解 | 聴解 | 合計  |
| ------ | ---------------------------------- | ---------------------------------- | ---- | ----- |
| N1     | 110分                              | 110分                              | 55分 | 165分 |
| N2     | 105分                              | 105分                              | 50分 | 155分 |
| レベル | 言語知識（文字・語彙）             | 言語知識（文法）・読解             | 聴解 | 合計  |
| N3     | 30分                               | 70分                               | 40分 | 140分 |
| N4     | 25分                               | 55分                               | 35分 | 115分 |
| N5     | 20分                               | 40分                               | 30分 | 90分  |

N1とN2では「言語知識（文字・ 語彙・文法）」と「読解」を一つの試験科目として試験を実施するが、N3、N4、N5では、「言語知識（文字・語彙）」 と「言語知識（文法）・読解」の二つの試験科目で実施する。これは、N3、N4、N5では、出題される語彙、漢字、文法項目の数が少ないので、「言語知識（文字・語彙・文法）・ 読解」の一つの試験科目にするといくつかの問題がほかの問題のヒントになることがあるためである。

### 問題構成
大問の構成は以下の通り。
| 試験科目 | 試験科目   | 満点 | 大問                        | レベル | 内容 |
| -------- | ---------- | ---- | --------------------------- | ------ | --- |
| 言語知識 | 文字・語彙 | 60点 | 漢字読み                    | 全     | 漢字で書かれた語の読み方を問う |
| 言語知識 | 文字・語彙 | 60点 | 表記                        | N2-N5  | ひらがなで書かれた語の漢字表記・カタカナ表記（N5のみ出題）を問う                                                                             |
| 言語知識 | 文字・語彙 | 60点 | 語形成                      | N2     | 派生語や複合語の知識を問う。N1とN3は文脈規定で同様の知識を問う                                                                               |
| 言語知識 | 文字・語彙 | 60点 | 文脈規定                    | 全     | 一文中の空所に入る意味的に最も適当な語を問う                                                                                                 |
| 言語知識 | 文字・語彙 | 60点 | 言い換え類義                | 全     | 出題される語や表現と意味的に近い語や表現を問う                                                                                               |
| 言語知識 | 文字・語彙 | 60点 | 用法                        | N1-N4  | 語が文の中でどのように使われるのかを問う |
| 言語知識 | 文法       | 60点 | 文の文法1（文法形式の判断） | 全     | 一文レベルの空所補充形式。文の内容に合った文法形式かどうかを判断できるかを問う                                                               |
| 言語知識 | 文法       | 60点 | 文の文法2（文の組み立て）   | 全     | 一文レベルの並べ替え形式。統語的に正しく、かつ、意味が通る文を組み立てることができるかを問う                                                 |
| 言語知識 | 文法       | 60点 | 文章の文法                  | 全     | 一文を超えたレベルの空所補充形式。文章の流れに合った文かどうかを判断することができるかを問う                                                 |
| 読解     | 読解       | 60点 | 内容理解（短文)             | 全     | テキストに書かれている事実関係が理解できているか、理由や原因が把握できているか、その文脈ではどのような意味なのかを理解できているかなどを問う |
| 読解     | 読解       | 60点 | 内容理解（中文）            | 全     | テキストに書かれている事実関係が理解できているか、理由や原因が把握できているか、その文脈ではどのような意味なのかを理解できているかなどを問う |
| 読解     | 読解       | 60点 | 内容理解（長文）            | N1、N3 | テキストに書かれている事実関係が理解できているか、理由や原因が把握できているか、その文脈ではどのような意味なのかを理解できているかなどを問う |
| 読解     | 読解       | 60点 | 統合理解                    | N1-N2  | 複数のテキストを読み比べて、比較・統合しながら理解できるかを問う                                                                             |
| 読解     | 読解       | 60点 | 主張理解（長文）            | N1-N2  | テキストが全体として伝えようとしている主張・意見を読み取ることができるかを問う                                                               |
| 読解     | 読解       | 60点 | 情報検索                    | 全     | 情報素材の中から必要な情報を探し出すことができるかを問う                                                                                     |
| 聴解     | 聴解       | 60点 | 課題理解                    | 全     | 具体的な課題解決に必要な情報を聞き取り、次に何をするのが適当か理解できるかを問う                                                             |
| 聴解     | 聴解       | 60点 | ポイント理解                | 全     | 事前に示されている聞くべきことをふまえ、ポイントを絞って聞くことができるかを問う                                                             |
| 聴解     | 聴解       | 60点 | 概要理解                    | N1-N3  | テキスト全体から話者の意図や主張などを理解できるかどうかを問う                                                                               |
| 聴解     | 聴解       | 60点 | 発話表現                    | N3-N5  | イラストを見ながら、状況説明を聞いて、適切な発話が選択できるかを問う                                                                         |
| 聴解     | 聴解       | 60点 | 即時応答                    | 全     | 質問などの短い発話を聞いて、適切な応答が選択できるかを問う                                                                                   |
| 聴解     | 聴解       | 60点 | 統合理解                    | N1-N2  | 内容がより複雑で情報量の多いテキストについて、内容の理解を問う                                                                               |

## 得点区分と合格点
2010年（平成22年）の改定より、得点はすべて点数等化による「尺度点」によって出されている。このため、試験の難易に関わらずどの回で受験しても同じ能力であれば同じ得点になるとされる。また、得点区分は試験時の試験科目（時間割）と異なっている。N4とN5の得点区分が「言語知識（文字・語彙・文法）」と「読解」で一つになっているのは、「言語知識」と「読解」の能力で重なる部分が多いので、「読解」だけの得点を出すよりも、「言語知識」と合わせて得点を出すこと が学習段階の特徴に合っていると考えられるためである。
各級とも総合得点が合格点以上かつ、各得点区分が基準点以上であれば合格となる。合格点は、N1-N3は2010年（平成22年）8月30日に、N4-N5は2011年（平成23年）1月31日に発表された。
N1-N3
- 言語知識（文字・語彙・文法）（0点-60点）
- 読解（0点-60点）
- 聴解（0点-60点）

N4～N5
- 言語知識（文字・語彙・文法）・読解（0点-120点）
- 聴解（0点-60点）

|          | 総合得点  | 言語知識（文字・語彙・文法）       | 読解                               | 聴解     |
| 得点範囲 | 0点-180点 | 0点-60点                           | 0点-60点                           | 0点-60点 |
|          | 合格点    | 基準点                             | 基準点                             | 基準点   |
| -------- | --------- | ---------------------------------- | ---------------------------------- | -------- |
| N1       | 100点     | 19点                               | 19点                               | 19点     |
| N2       | 90点      | 19点                               | 19点                               | 19点     |
| N3       | 95点      | 19点                               | 19点                               | 19点     |
|          | 総合得点  | 言語知識（文字・語彙・文法）・読解 | 言語知識（文字・語彙・文法）・読解 | 聴解     |
| 得点範囲 | 0点-180点 | 0点-120点                          | 0点-120点                          | 0点-60点 |
|          | 合格点    | 基準点                             | 基準点                             | 基準点   |
| N4       | 90点      | 38点                               | 38点                               | 19点     |
| N5       | 80点      | 38点                               | 38点                               | 19点     |

## 受験申込
日本国内で受験する場合の申込みは、第1回（7月）試験は3月から4月上旬に、第2回（12月）試験は8月から9月上旬に受付を行う。受験料は7,500円。インターネットの国内受験者用ウェブサイトからMyJLPTへの登録後、申込受付期間内に申込む（個人申込と団体申込の2種）。協会から受験票を返送するための日本国内の住所を記入する必要があるため、住所がない場合は日本国内に住所を持つ代理人に受験票等の受け取りを依頼する必要がある。どの級も同じ時間帯に試験を行うので、複数級の受験はできない。受験会場は受験者が願書に記入した「希望受験地区」と住所欄の郵便番号を基に協会が指定する。
日本国外で受験する場合は現地機関が独自に受付を行うため、申込み方法や締切日などが日本国内で受験する場合と異なる。また、出願先の国と異なる国で受験することは出来ない。

## 合否結果
試験結果は試験翌月の下旬からウェブサイトで確認できる。
日本国内の受験者には圧着はがきで「合否結果通知書」が送付される。成績書類の様式や手続き方法が異なる国外受験者の試験結果は試験の翌々月上旬に日本から発送されるため、到着までに多くの日数を要する。
学校や会社などへ提出するA4サイズの「認定結果及び成績に関する証明書」は、インターネット出願の場合はウェブサイトから手続きすることで、郵送出願もしくは2011年以前の受験者については、合否結果通知書または日本語能力認定書のコピーを所定の手数料を支払えば発給されるが、国外受験者の成績書類には偽造が相次いでいる。これに対して、日本政府は「在留資格審査において地方出入国在留管理局に提出された証明書類に疑義が生じた場合、必要に応じて試験実施団体に照会し真偽確認するなど厳格な審査を実施」し、証明書類の偽造が確認された場合には「在留資格を付与していない」としている。

## 国別受験者数
2024年（令和6年）に実施された日本国外での受験者数は表の通りである。あくまで受験地別の分布であり、受験者の国籍を表したものではない。
例年は、中国での受験者が最も多く、その次に韓国または台湾で、その後には東南アジア・南アジア諸国が続いていた。しかし、2023年はミャンマーでの受験者は前年の約3倍の約17万6千人で、中国に続き2番目に多い国となった。東南アジアでの受験者が多いのは日本への出稼ぎや、あるいは現地の日系企業などで働くために受験する人が多いためと推察される。
また、上級レベルとなるN1・N2では、中国を筆頭に韓国や台湾といった東アジア諸国の受験者数が非常に多い一方で、中級レベル以降のN3・N4・N5レベルは東南アジア・南アジア諸国の受験者数が多くなっている。
| 国・地域       | 国・地域       | 受験者数 | 受験者数 | 受験者数  | 構成比 |
| 国・地域       | 国・地域       | 7月      | 12月     | 合計      | 構成比 |
| -------------- | -------------- | -------- | -------- | --------- | ------ |
| 中国           | 中国           | 139,419  | 136,143  | 275,562   | 31.6%  |
| （内訳）       | 中国本土       | 132,582  | 129,152  | 261,734   | 30.0%  |
| （内訳）       | 香港           | 6,571    | 6,695    | 13,266    | 1.5%   |
| （内訳）       | マカオ         | 266      | 296      | 562       | 0.1%   |
| ミャンマー     | ミャンマー     | 72,778   | 82,470   | 155,248   | 17.8%  |
| 韓国           | 韓国           | 47,623   | 53,108   | 100,731   | 11.6%  |
| 台湾           | 台湾           | 32,900   | 33,514   | 66,414    | 7.6%   |
| ベトナム       | ベトナム       | 27,934   | 29,089   | 57,023    | 6.5%   |
| インドネシア   | インドネシア   | 17,380   | 25,037   | 42,417    | 4.9%   |
| インド         | インド         | 16,010   | 12,418   | 28,428    | 3.3%   |
| タイ           | タイ           | 12,884   | 15,425   | 28,309    | 3.2%   |
| バングラデシュ | バングラデシュ | 8,845    | 10,044   | 18,889    | 2.2%   |
| スリランカ     | スリランカ     | 8,253    | 8,161    | 16,414    | 1.9%   |
| その他         | その他         | 30,579   | 51,144   | 81,723    | 9.4%   |
| 海外計         | 海外計         | 414,605  | 456,553  | 871,158   | 100%   |
| 日本国内       | 日本国内       | 265,848  | 333,983  | 599,831   | -      |
| 合計           | 合計           | 680,453  | 790,536  | 1,470,989 | -      |

## 2009年までの試験内容
1984年から2009年まで実施された旧試験の内容について述べる。
| 旧級 | 語彙数  | 漢字数 | 学習時間の目安 | 能力の目安                                                   | 対応する新試験 |
| ---- | ------- | ------ | -------------- | ------------------------------------------------------------ | -------------- |
| 1級  | 10000語 | 2000字 | 900時間        | 社会生活をする上で必要な総合的な日本語能力                   | N1             |
| 2級  | 6000語  | 1000字 | 600時間        | 一般的な事柄について、会話ができ、読み書きできる能力         | N2             |
| 3級  | 1500語  | 300字  | 300時間        | 日常生活に役立つ会話ができ、簡単な文章が読み書きできる能力   | N4             |
| 4級  | 800語   | 100字  | 150時間        | 簡単な会話ができ、平易な文または短い文章が読み書きできる能力 | N5             |

| 旧級 | 文字・語彙 | 聴解 | 読解・文法 | 合計  |
| ---- | ---------- | ---- | ---------- | ----- |
| 1級  | 45分       | 45分 | 90分       | 180分 |
| 2級  | 35分       | 40分 | 70分       | 145分 |
| 3級  | 35分       | 35分 | 70分       | 140分 |
| 4級  | 25分       | 25分 | 50分       | 100分 |

| 文字・語彙 | 聴解  | 読解・文法 | 合計  |
| ---------- | ----- | ---------- | ----- |
| 100点      | 100点 | 200点      | 400点 |

| 旧級      | 合計点                   |
| --------- | ------------------------ |
| 1級       | 280点（70%）以上 / 400点 |
| 2級 - 4級 | 240点（60%）以上 / 400点 |

## 評価と問題点

### 利点
- 日本だけでなく、海外でも同じ試験で学習者の能力を測れる。海外で取得した資格は日本へ進学や就職する時にも使える。
- 違う文化圏、母語の学習者が同じ試験を受けて、同じ評価を受けることができる。
- 成績証明書の再発行が公式サイトでできる。

### 問題点
- ４技能ではなく、読む、聞くのみの試験となる。話す、書く試験はないこと。学習者の本当の能力を測れない。
- 漢字圏学習者に有利と見られる。
- マークシートの試験であるため、試験構成から見ると偏りがある。
- 海外の受験は試験開始時間が異なるので、カンニングがしやすい状況となっている。
- 過去問が非公開にも関わらず、ネットでは過去問が無断アップされている。

## カンニング問題と試験運営
同じ試験で国によって開始時間が異なることを利用し、時差を利用したカンニングが起きたことが注目された。また他に替え玉受験など不正問題が多発するため、試験の信憑性が疑われる。